# Romaria de Nossa Senhora da Conceição da Muxima
A Romaria de Nossa Senhora da Conceição de Muxima é uma festividade católica anual ocorrida na cidade angolana de Muxima, na província de Luanda. A festividade, dedicada a Nossa Senhora da Conceição da Muxima ou Mamã Muxima, como também é conhecida pelos fiéis, remonta ao ano de 1833, estando relacionada a uma série de tradições do catolicismo popular angolano e reminiscentes de religiões tradicionais. Todo ano, em fins de agosto e início de setembro, milhares de peregrinos católicos de Angola e de toda África acorrem ao Santuário da Muxima, tendo a edição de 2013 reunido cerca de um milhão de fiéis.